# Álvaro Rubio
Álvaro Rubio Robres (Logroño, 18 de abril de 1979) es un exfutbolista español. Jugaba de mediocentro y su último equipo fue el Bengaluru F. C. de la I-League de la India.

## Trayectoria

### Como jugador
Álvaro Rubio comenzó en el Real Zaragoza B. En enero del año 2000 abandonó el filial del club maño rumbo a Albacete, dónde consiguió hacerse un hueco entre los jugadores importantes de la plantilla. En la temporada 2002-03 el Albacete Balompié ascendió a Primera, tras siete años de ausencia en la categoría. Álvaro debutó en la máxima categoría española el 26 de octubre de 2003, en un partido contra el Real Betis. Jugó más de 50 partidos hasta junio de 2006, temporada en la que el club descendió de nuevo a la segunda división. 
Tras el descenso fichó por el Real Valladolid. En esa primera campaña jugó casi todos los partidos y consiguió el ascenso a Primera en el club de la ciudad del Pisuerga. Consiguió sus primeros goles como profesional en la temporada 2007-08. Dos temporadas después, y a causa de las lesiones, solo pudo disputar 16 partidos de liga. Además, el club castellano descendió. Además, por ser uno de los jugadores más veteranos en el equipo, Álvaro fue uno de los capitanes de la plantilla blanquivioleta hasta finalizar su etapa como jugador en el club. En la temporada 2011-12 ascendió siendo parte importante en los esquemas de Miroslav Đukić. En la temporada 2013-14 volvió a descender a Segunda.
Al finalizar su contrato en el verano de 2016, fichó por el Bengaluru FC de la I-League al acabar su contrató en diciembre de 2016 y no encontró equipo para acabar la temporada. Tras una temporada en la India volvió en verano de 2017 a España. 

#### Internacional
Álvaro Rubio formó parte de la selección sub-20 de España que ganó el Mundial de dicha categoría en el año 1999. Disputó 55 minutos en la victoria 1-3 frente a Honduras. También fue internacional sub-21 con la que debutó el 9 de octubre de 1999 contra la selección de Israel en partido clasificatorio para en el Eurocopa Sub-21 Eslovaquia 2000 que la selección ganó 2-1 con el momentáneo 1-0 logrado por Álvaro Rubio.

### Como entrenador
En 2017, se incorporó al cuerpo técnico del Real Valladolid, donde sería ayudante de Luis César Sampedro, Sergio González y Paulo Pezzolano respectivamente.
El 8 de noviembre de 2023, firmó como entrenador del Real Valladolid Promesas de la Segunda División RFEF. El 2 de noviembre de 2024 se hizo cargo del banquillo del primer equipo vallisoletano de forma interina tras el cese de Paulo Pezzolano.
Tras el cese de Diego Cocca el 17 de febrero de 2025 como entrenador del primer equipo, Álvaro Rubio volvería a dirigir el banquillo del equipo blanquivioleta hasta el final de dicha temporada. Dirigió un total de 14 encuentros, de los cuales perdió 13 y empató uno de ellos.
El 21 de julio de 2025, el Real Valladolid Club de Fútbol anunció el fin de Álvaro Rubio como empleado de la entidad vallisoletana.

## Clubes

### Como jugador
Actualizado a 5 de noviembre de 2016.
| Club                  | País          | Año           | PJ  | G  |
| --------------------- | ------------- | ------------- | --- | -- |
| Real Zaragoza "B"     | España        | 1998-2000     | 61  | 2  |
| Albacete Balompié     | España        | 2000-2006     | 183 | 0  |
| Real Valladolid C. F. | España        | 2006-2016     | 310 | 8  |
| Bengaluru F. C.       | India         | 2016          | 5   | 0  |
| Total carrera         | Total carrera | Total carrera | 559 | 10 |

### Como entrenador
Actualizado a 27 de julio de 2025.
| Club                                       | País   | Año       | P  | PG | PE | PP | Puntos % |
| ------------------------------------------ | ------ | --------- | -- | -- | -- | -- | -------- |
| Real Valladolid C. F. (Segundo entrenador) | España | 2017-2023 |    |    |    |    |          |
| Real Valladolid C. F. Promesas             | España | 2023-2025 | 46 | 16 | 17 | 13 | 47.10    |
| Real Valladolid C. F. (interino)           | España | 2024      | 3  | 2  | 0  | 1  | 66.67    |
| Real Valladolid C. F. (Primer entrenador)  | España | 2025      | 14 | 0  | 1  | 13 | 2.38     |
| Total                                      | Total  | Total     | 60 | 18 | 18 | 27 | 40.00    |

## Palmarés

### Como jugador

#### Títulos nacionales
| Título                     | Club                  | País   | Año     |
| -------------------------- | --------------------- | ------ | ------- |
| Segunda División de España | Real Valladolid C. F. | España | 2006-07 |

#### Títulos internacionales
| Título           | Equipo *        | Año  |
| ---------------- | --------------- | ---- |
| Mundial (Sub-20) | España (sub-20) | 1999 |